# Sabil an-Nazir

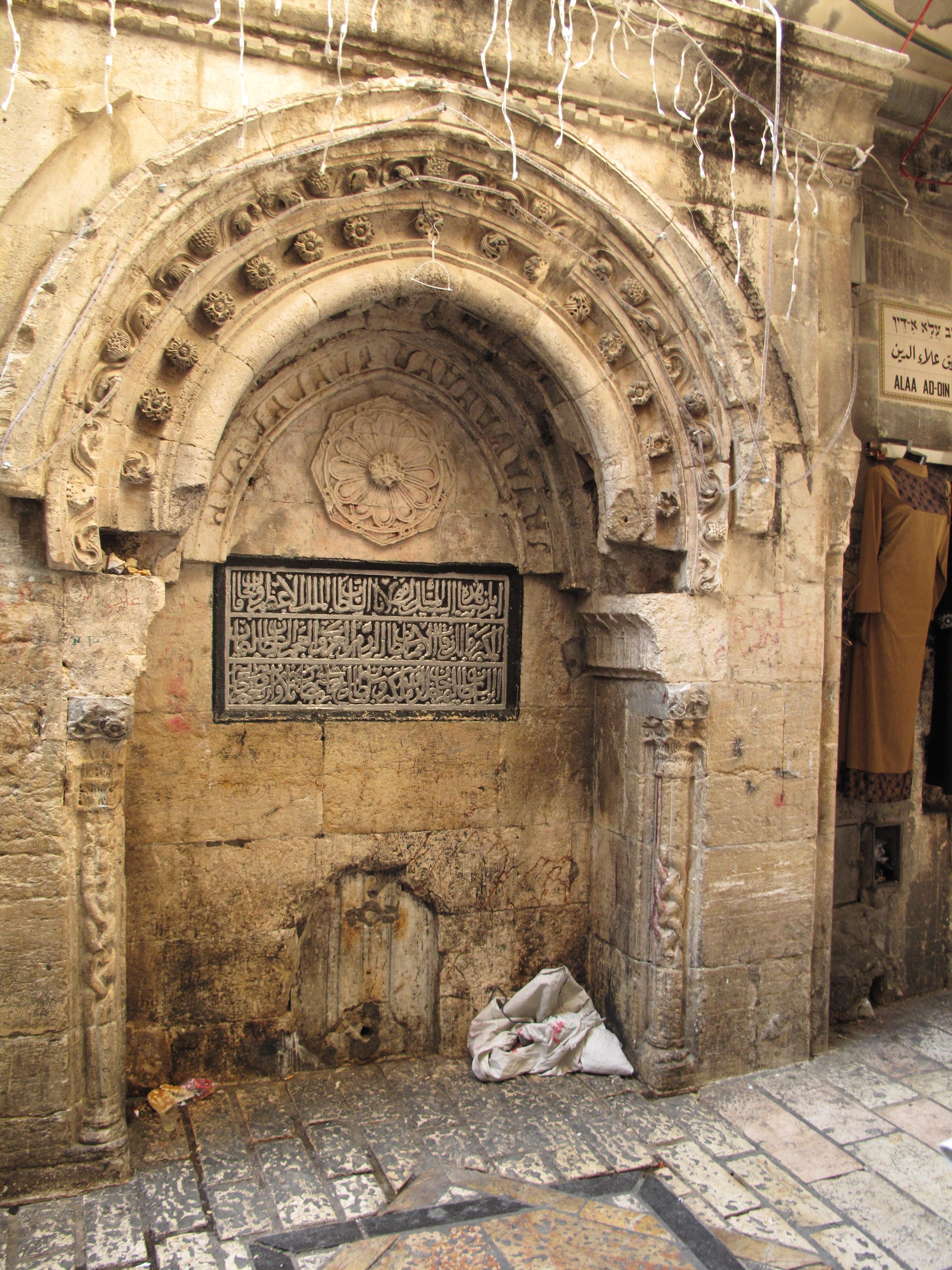
Sabil an-Nazir

Der Sabil an-Nazir (arabisch سبيل الناظر, DMG Sabil an-Nazir) ist ein osmanischer Brunnen in der Altstadt Jerusalems.

## Name
Den Namen arabisch سبيل الناظر, DMG Sabil an-Nazir (auch: arabisch سبيل باب الناظر, DMG Sabil Bab an-Nazir und arabisch سبيل طريق باب الناظر, DMG Sabil Tariq Bab an-Nazir) trägt der Brunnen, weil er sich in der Nähe des Rats-Tores ⊙ arabisch باب الناظر Bab an-Nazir ‚Tor des Inspektors, Rats-Tor‘ und in der Straße arabisch طريق باب الناظر, DMG Tariq Bab an-Nazir (auch: Ala' e-Din Straße) befindet.
Ein weiterer Name des Brunnens lautet arabisch سبيل الحرم, DMG Sabil al-Haram ‚Brunnen des Haram‘. Er leitet sich daraus ab, dass er an der Ala' e-Din Straße befindet, die zum Rats-Tor führt, durch welches Muslime auf den Haram⊙ gelangen.

## Geographie
Der Sabil an-Nazir⊙ befindet sich im Muslimischen Viertel von Jerusalem.
Er befindet sich 90 m westlich des Rats-Tores auf der Nordseite der Ala' e-Din Straße direkt an der Ecke Ala' e-Din Straße und Al Wad.

## Beschreibung
Der Sabil wird von einem rechteckigen Rahmen eingefasst.
Dieser Rahmen steht aus der umgebenden Mauer hervor, im Westen um 1 m im Osten um 0,88 m.
Dieser Unterschied entstand durch eine kleine Richtungsänderung der Straße.
Der Rahmen ist 3,53 m breit und 3,89 m hoch.
Den Rand des Rahmens bildet ein profilierter Wulst.
Zentral in den Rahmen eingefügt befindet sich ein fast runder Bogen.
Er umgibt eine vertiefte Nische, die 1,81 m breit ist und 0,55 m tief.
Ihre Höhe einschließlich Bogen beträgt 3,43 m, bis zum Ansatz des Bogens 1,86 m.
Ein profilierter Wulst bildet den Außenrand des Bogens.
Der Bogen erhebt sich aus zwei Kämpfern, die auf rechteckigen Steinsäulen ruhen.
Die Kämpfer bestehen aus fünf kleinen Muqarnas mit Blattwerk-Ornamenten.
Der äußere Bogen ist mit einem Kielbogen und zwei Bändern mit Blattwerk verziert.
Das obere Band zeigt Blattwerk und Blüten.
Das untere Band zeigt eine Reihe kleiner Rosetten.
Der innere Bogen ist ein Wulst, der ebenfalls mit kleinen Rosetten verziert ist.
Das Feld im Bogen ist mit einem großen Medaillon verziert, in dessen Mitte sich eine kleine Rosette befindet, von der acht Strahlen ausgehen.
Darunter befindet sich eine Inschrift.
Weiter unten, umgeben von einer kleinen, flachen Nische, befindet sich ein Loch, aus dem früher das Wasser austrat.
Darunter befand sich ein Becken, das verloren gegangen ist oder sich unterhalb des Straßenniveaus befindet.
Die äußere und innere Kante der zwei rechteckigen Säulen, auf denen der Bogen ruht, sind mit runden Säulen mit einem Zopfmuster verziert.
Zur Gestaltung des Brunnens wurden vorhandene Bauelemente der Kreuzfahrerzeit verwendet.
Dies geschah einerseits aus Achtung und Wertschätzung für die Architektur dieser vergangenen Zeit, andererseits aus Gründen der Kostenersparnis.
Nur die Muqarnas, die auf beiden Seiten den Bogen stützen, stammen aus osmanischer Zeit.

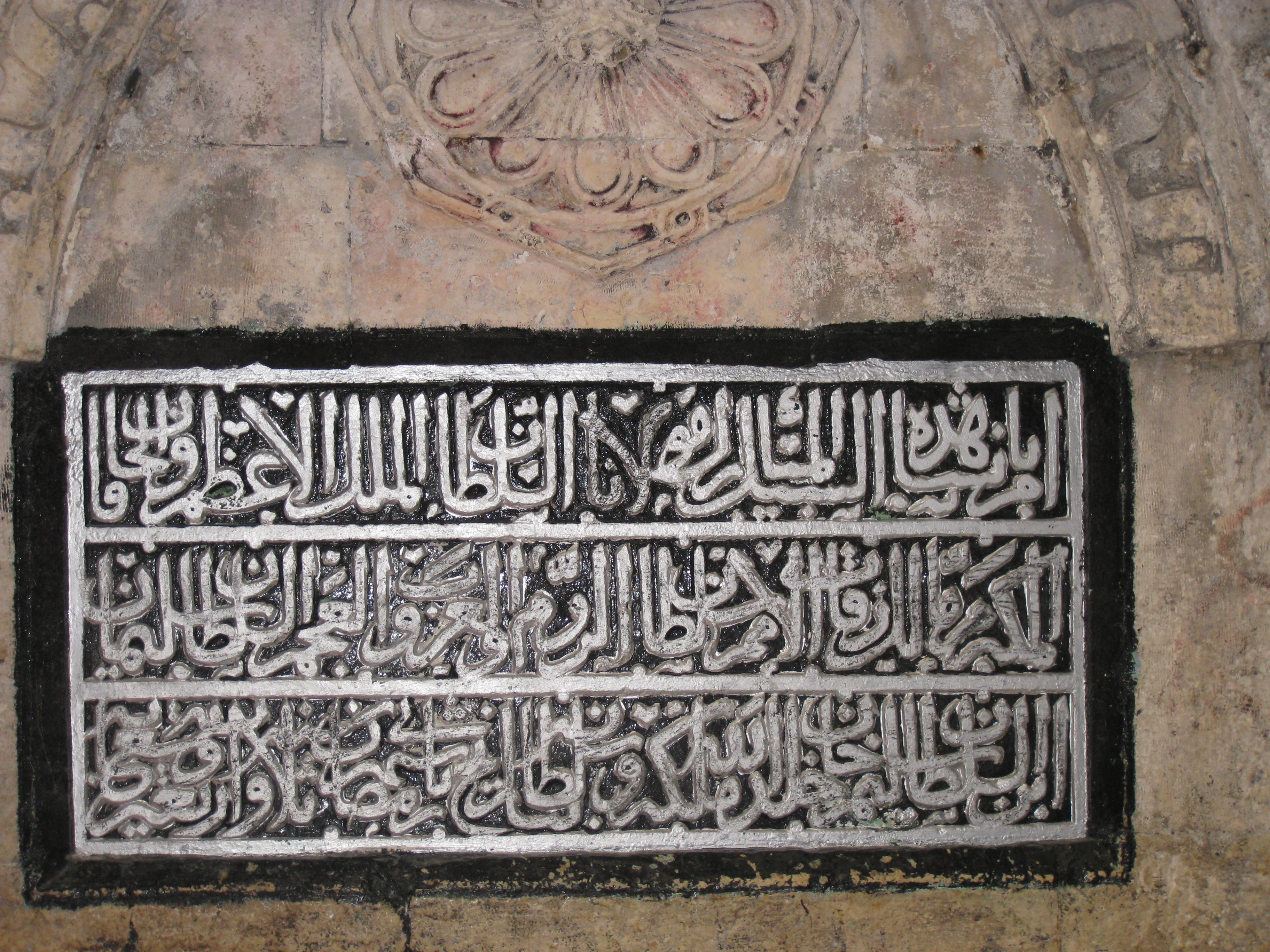
Inschrift

## Inschrift
Die Inschrift:

„Er hat den Bau dieses gesegneten Sabils befohlen, unser Meister, der Sultan, der größte Prinz und der ehrenwerte Hakan, der die Nationen regiert, der Sultan der Länder Rum, der Araber und Perser, der Sultan Süleyman, der Sohn des Sultans Selim Khan, möge Allah seine Herrschaft und sein Sultanat erhalten und fortsetzen, am 2. des Monats Ramadan im Jahr 943 (12. Februar 1537).“

## Wasserversorgung
Der Brunnen wurde aus einer hinter ihm liegenden Zisterne und über den Qanat as-Sabil und seine Abzweigungen mit Wasser versorgt.

## Geschichte
Eine in den Sijills von Jerusalem (Gerichtsdokumente aus dem 16. Jahrhundert) erhaltene Waqfiyya (Stiftungsurkunde) bezeugt, dass der Brunnen 1541 durch Suleiman gestiftet wurde.
Er wurde 1537 auf Befehl von Suleiman erbaut.
Auch die architektonischen Details bestätigen diesen Befund.
Er war Teil eines größeren Systems von etwa einem Dutzend Brunnen, die während der osmanischen Periode gebaut wurden.
Diese Brunnen wurden entlang des Pilgerweges zum Haram und nahe seinen Toren angelegt.
Sie versorgten die Einwohner und die Pilger kostenlos mit Trinkwasser.